# Carache
Carache je otok u sjeverozapadnom dijelu skupine otočja Bissagos, Gvineja Bisau. Pripada regiji Bolama i sektoru Caravela. Njegova površina je 80,4 km², a dimenzije otoka su 18,7 km x 7,3 km. Od otoka Caravela odijeljen je uskim kanalom. Najveća sela na otoku su Binte i Ampintcha. Ima 428 stanovnika (popis iz 2009.). 